# Aigremont (Haute-Marne)
Aigremont é uma comuna francesa na região administrativa de Grande Leste, no departamento de Haute-Marne. Estende-se por uma área de 4,87 km². Em 2010 a comuna tinha 21 habitantes (densidade: 4,3 hab./km²).